# توت‌عنخ‌آمون

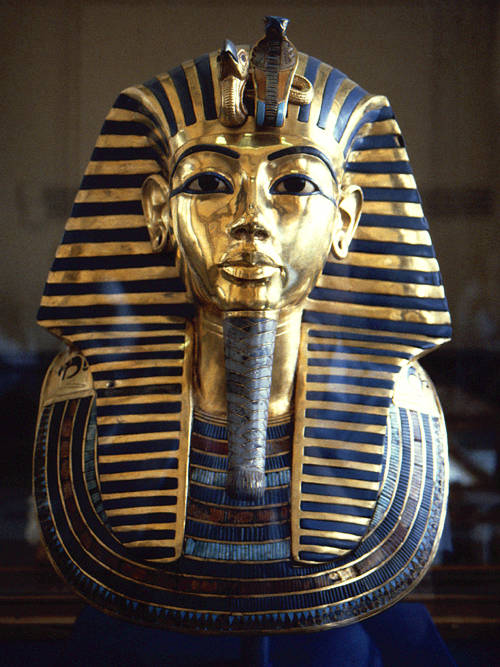
ماسک مومیایی توت‌عنخ‌آمون؛ نماد عام مصر باستان.

توت‌عَنخ‌آمون (‎*tuwt-ʕankh-yamān‏) (معنای نام: تجسم زنده آمون) از ۱۳۳۲ (پیش از میلاد) تا ۱۳۲۳ (پیش از میلاد) فرعون مصر بود. او یازدهمین فرعون مصر باستان از دودمان هجدهم یا همان پادشاهی نو بود. توت‌عنخ‌آمون از نامدارترین فراعنه مصر باستان است و به او شاه توت هم می‌گویند.
آرامگاه توت‌عنخ‌آمون در تاریخ ۴ نوامبر ۱۹۲۲ در دره پادشاهان توسط هاوارد کارتر و با حمایت مالی لرد کارنارون کم و بیش دست‌نخورده یافت شد. از محل دفن او، به عنوان یکی از مهم‌ترین یافته‌های باستان‌شناسی در سده بیستم میلادی یاد می‌شود. پس از کشف اشیای شگفت‌انگیز در مقبره توت‌عنخ‌آمون در قرن بیستم او تبدیل به مشهورترین فرعون مصر شد. در آرامگاه سنگی او سه تابوت وجود دارد که آخرین آن‌ها از جنس طلا و حاوی بدن مومیایی‌شده  توت‌عنخ‌آمون بود. جسدی که سه هزار سال، کاملاً سالم حفظ شده بود.
توت‌عنخ‌آمون در نه سالگی فرعون مصر شد و رهبری بازگشت از آیین آتون‌پرستی به آیین قبلی یعنی آمون‌پرستی را به‌دست گرفت. وزیر و جانشین احتمالی وی، آیی، شاید بر بسیاری از تصمیم‌های سیاسی او اثرگذار بوده باشد.
به‌رغم شهرت امروزی توت‌عنخ‌آمون، دوران فرمانروایی او بسیار کوتاه بود و تأثیر کمی بر جامعه مصر گذاشت. درواقع او تنها یک پسربچه بود که در نه سالگی تاج‌گذاری کرد و در سن ۱۹ سالگی پس از ده سال پادشاهی درگذشت. با این حال، برخی معتقدند که تأثیر او پس از مرگش بیش از دوران حیاتش بود. پس از آنکه افرادی که وارد مقبره‌اش شدند جان خود را از دست دادند، این شایعه شکل گرفت که فرعون کسانی که آرامش مقبره‌اش را برهم زنند نفرین و مجازات می‌کند.
از توت‌عنخ‌آمون در کتاب سینوهه نیز روایت شده است.

## کودکی و پادشاهی

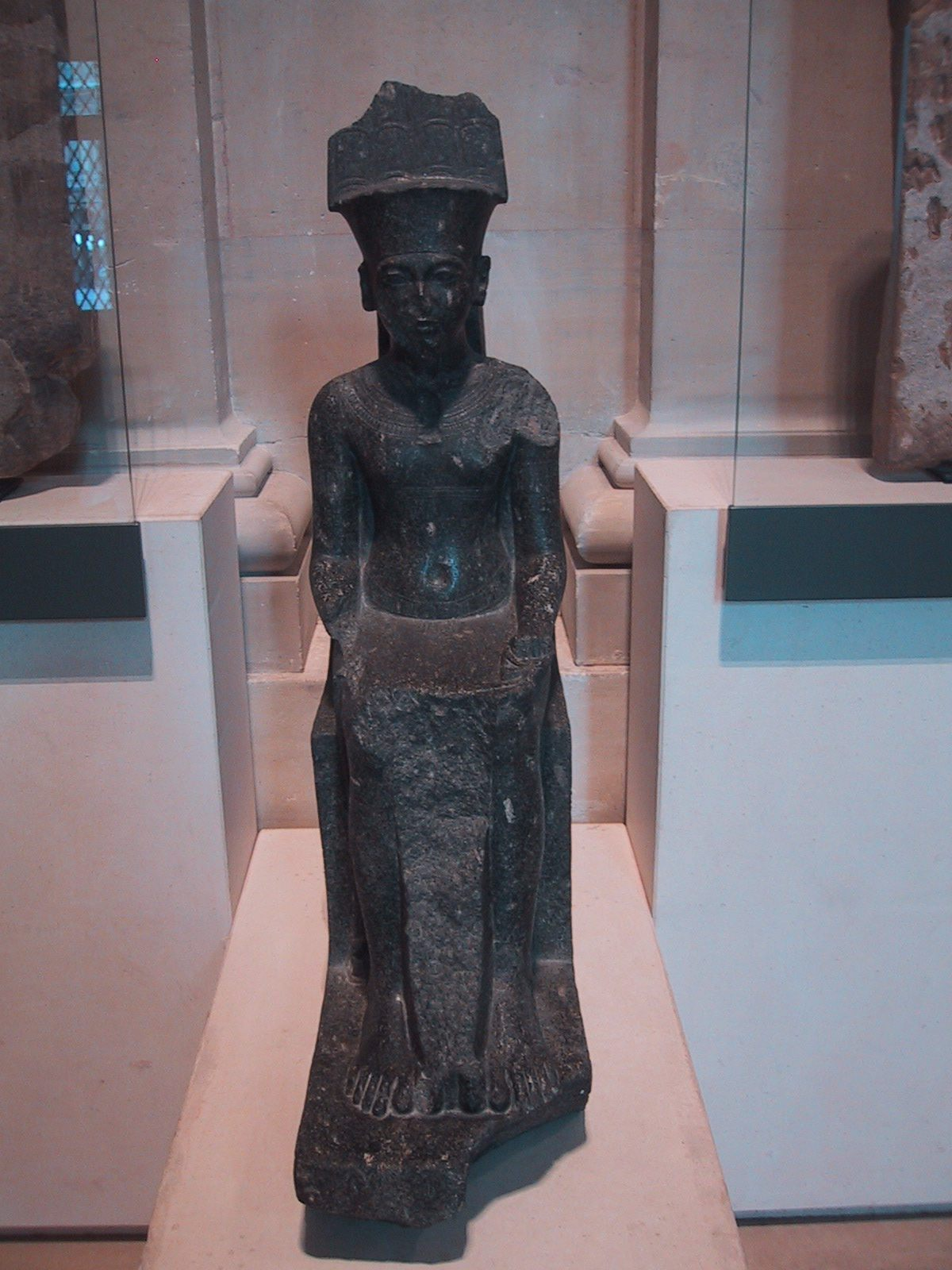
مجسهٔ آمون، ساخته شده به دستور توت‌عنخ‌آمون.

شجره‌نامهٔ توت‌عنخ‌آمون هنوز به‌طور دقیق شناخته نشده‌است و نظریه‌های گوناگونی وجود دارد. مثلاً مورخان نمی‌دانند که آیا او فرزند آخناتون است یا آمنهوتپ سوم یا حتی آیه، کشیش بزرگ آمون.
توت‌عنخ‌آمون در ۹ سالگی با سومین دختر آخناتون و نفرتیتی، انخ‌اسن‌پاآتون (کسی که برای آتون زندگی می‌کند) ازدواج می‌کند و پس از مرگ اسمنخکاره، با نام توت عنخ آمون به پادشاهی می‌رسد. همسر جوانش نیز نام عنخ‌اسن‌آمون (کسی که برای آمون زندگی می‌کند) را برای خود برمی‌گزیند.
فرعون جوان، تحت تأثیر وزیرش آیی، دستور می‌دهد که تمامی نام‌های آتون و آخناتون را از معابد پاک کنند و نام آمون را که در دورهٔ حکومت آخناتون حذف شده بود دوباره حک کنند. از آن پس، به دستور کشیشان، بردن نام آخناتون که جنایت‌کار بزرگ خوانده می‌شود قدغن است. او پایتخت خود را شهر تب (تبس، تیبس، تبای (مصر باستان))(که از زمان آخناتون رها شده بود) قرار می‌دهد و حدود ۱۰سال حکومت می‌کند، بی آن که پادشاهی او جلال یا درخشندگی خاصی داشته باشد. وی آخرین فرعون دودمان شکوهمند هجدهم است؛ آیی پس از چهار سال پادشاهی حکومت را به رامسسیان (دودمان نوزدهم) می‌سپارد.

## تندرستی
توت‌عنخ‌آمون لاغرجثه و تقریباً ۱۶۷ سانتی‌متر بود. او دندان‌های پیش بزرگی داشت. احتمالاً از بیماری بزرگ‌پستانی رنج می‌برد؛ مدارک اثبات این موضوع در درجه اول در هنر این دوره مشاهده می‌شود. نظریه‌های مطرح‌شده برای توضیح شمایل نامتعارف بدن او و مرگ نابهنگام‌اش عبارتند از: ابتلا به نشانگان مارفان، نشانگان عقب‌ماندگی ذهنی وابسته به ایکس ویلسون-ترنر، سندرم فروهلیخ، سندرم کلاین‌فلتر، سندرم عدم حساسیت به آندروژن، سندرم افزایش آروماتاز همراه با سندرم جوش‌خوردن جمجمه، سندرم آنتلی بیکسلر یا یکی از انواع آن.
در ژانویه ۲۰۰۵ داده‌های سی‌تی اسکن مومیای توت‌عنخ‌آمون نشان داد که او لب‌شکری بوده و احتمالاً به‌طور خفیف مبتلا به کژپشتی نیز بوده‌است. همچنین اسکن‌ها نشان دادند که پای راست او صاف و کم‌انگشت بوده در حالی که پای چپش چنبری و دچار بافت‌مردگی بی‌خونی در دومین و سومین استخوان کف پا (بیماری فریبرگ یا بیماری کولر) بوده‌است. ممکن است که درد او را وادار به راه رفتن با عصا کرده باشد، همان‌طور که تعداد زیادی عصا در مقبره او یافت شده‌است. هرچند آزمایش‌های ژنتیک به‌دست‌آمده از تست‌های اس‌تس‌آر فرضیه‌های بزرگ‌پستانی و جوش‌خوردگی جمجمه و نشانگان مارفان را رد کرده است. تست‌های ژنتیک برای ژن‌های STEVOR , AMA1, MSP1 به‌طور ویژه برای پلاسمودیوم فالسیپاروم ابتلا به مالاریا تروپیکا را در چهار مومیایی از جمله توت‌عنخ‌آمون را نشان داد که در حال حاضر قدیمی‌ترین مدرک ژنتیکی شناخته شده وجود این بیماری است. گروه DNA چندین سویهٔ انگل را شناسایی کردند، نشان می‌دهد که او چندین بار توسط شدیدترین سویهٔ مالاریا آلوده شده‌است. ابتلای او به مالاریا ممکن است باعث یک واکنش ایمنی کشنده در بدن یا به راه انداختن شوک (افت فشار خون) شده باشد. سی‌تی‌اسکن همچنین یک شکستگی مرکب در پای چپ نشان می‌دهد؛ این شکستگی باعث آسیب دیدگی متاخر شده که توسط لبه‌های خشن و ناهموار شکستگی ایجاد شده‌است. مواد مومیایی درون شکستگی وجود دارند که نماینگر ارتباط آن با یک زخم باز است؛ هیچ نشانه ای از درمان مشاهده نشده‌است.
هیچ شرحی از چگونگی مرگ توت عنخ آمن وجود ندارد؛ این موضوع در منظره‌ها و مطالعات قابل توجهی مورد بحث قرار گرفته‌است. در X-ray سال ۱۹۶۸ دو قطعه استخوان درون جمجمه دیده شد و نظریه کشته شدن بر اثر ضربه به سر را مطرح کرد .  نتایج CT scan و x-ray بعدی نظریه را رد کردند. قطعات استخوان داخل جمجمه در اثر باز کردن مومیایی ایجاد شده بودند زیرا آنها سست بودندو به رزین مومیایی نچسبیده بودند. هیچ نشانه ای از نازک شدن استخوان یا کلسیفای شدن غشاها برای اثبات ضربه به سر مشاهده نشد. در ۲۰۱۳ بر اساس الگو ی جراحت‌ها و این نکته که دیواره قفسه سینه و نبود دنده‌ها مطرح شد که پادشاه جوان در اثر یک حادثه ارابه کشته شده‌است. هر چند به نظر نمی‌رسد نبود دنده‌ها بر اثر حادثه ای در زمان مرگ باشد؛ عکس‌های گرفته شده در انتهای حفاری کارتر سال ۱۹۲۶ سینهٔ پادشاه را سالم در حالی که هنوز یک گردن بند (طوق) مهره دار با انتهای شاهین بر گردن دارد نشان می‌دهد. وجود نداشتن قفسه سینه و طوق در x-ray سال ۱۹۶۸ مشاهده و بعدها در Ct scan تأیید شد. محتمل است که دیواره قفسه سینه هنگام سرقت طوق مهره دار توسط سارقان جدا شده باشد.
در نهایت مشخص شد که مرگ او احتمالاً در اثر ترکیبی از بیماری‌های مختلف و تضعیف کننده، شکستگی پا (احتمالاً در نتیجه سقوط کردن) و مالاریای شدید اتفاق افتاده‌است.

## مرگ پادشاه

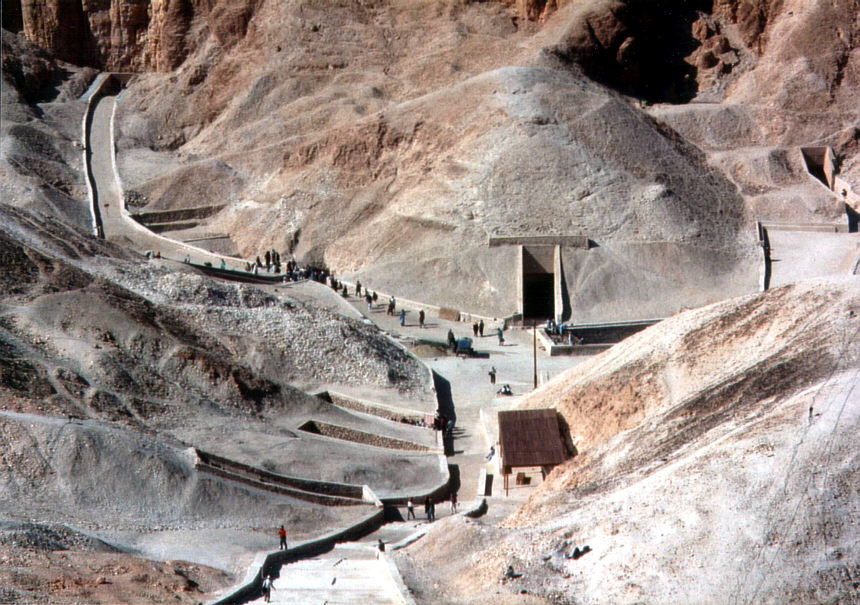
درهٔ پادشاهان، ورودی آرامگاه توت‌عنخ‌آمون.

توت‌عنخ‌آمون در ۱۹ سالگی، در حوالی ماه ژانویه بی آن که جانشینی از خود برجای بگذارد می‌میرد. مرگ او برای مصریان غیرمنتظره است و مقبرهٔ وی هنوز تکمیل نشده‌است؛ بنابراین تابوت وی را در مقبره‌ای دیگر قرار می‌دهند که نسبتاً ساده است. احتمال می‌رود که این آرامگاه برای آیه ساخته شده بوده باشد، که با وجود سن بالایش پس از توت‌عنخ‌آمون بر تخت می‌نشیند.
علت مرگ توت‌عنخ‌آمون امروزه معمایی است که هنوز حل نشده‌است. متخصصینی که پس از کشف آرامگاه توسط هاوارد کارتر و لرد کارناروون مومیایی را مطالعه کردند متوجه هیچ‌گونه آسیب‌دیدگی بر روی بدن نشدند و این نظریهٔ هرگونه مرگ اتفاقی یا خشونت‌آمیزی را دور می‌کند؛ ولی برخی جراحت کوچکی را در نزدیکی گوش چپ کشف کردند که می‌تواند نشان دهندهٔ این باشد که فرعون جوان دچار خونریزی مغزی شده‌است.

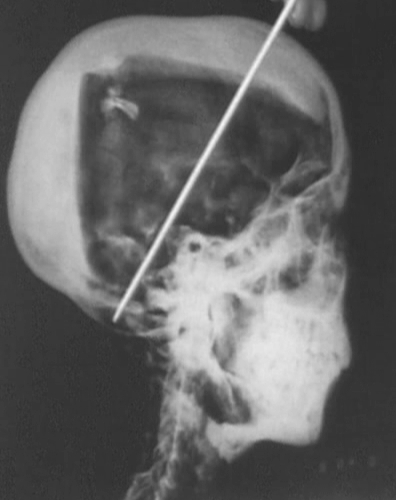
جمجمهٔ مومیایی توت‌عنخ‌آمون.

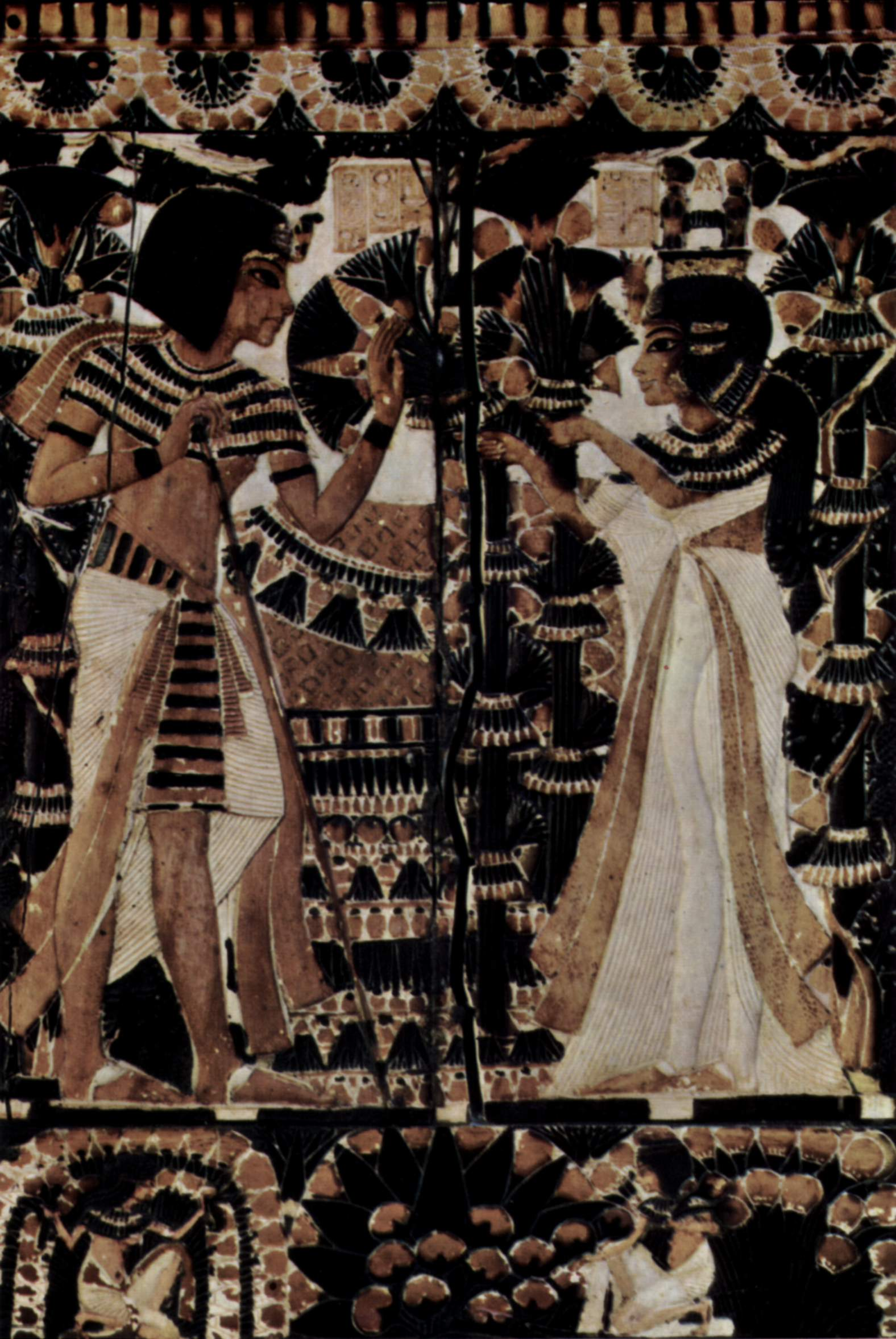
توت‌عنخ‌آمون و عنخ‌اسن‌آمون در باغی رؤیایی

مرگ توت‌عنخ‌آمون پایان دودمانی است که با اهمسه یکم شروع شد. این فرعون جانشینی از خود برجای نمی‌گذارد. البته مومیایی دو دختر سقط شده در مقبرهٔ او پیدا شده‌است که گمان می‌رود فرزند او و عنخ‌اسن‌آمون باشند . همچنین به نظر می‌رسد عنخ‌اسن‌آمون از پادشاه هیتیها درخواست فرستادن پسری کرده‌است تا بر تخت مصر بنشیند، ولی این فرستاده هیچگاه به آب‌های نیل نمی‌رسد. احتمال می رود که عنخ‌اسن‌آمون پس از مرگ همسرش با آیه، وزیر و جانشین توت‌عنخ‌آمون ازدواج کرده باشد؛ ولی در مورد او هیچ چیز معلوم نیست، زیرا پس از مرگ همسرش هیچ اثری از او باقی نمانده‌است.

## گنجینه توت‌عنخ‌آمون

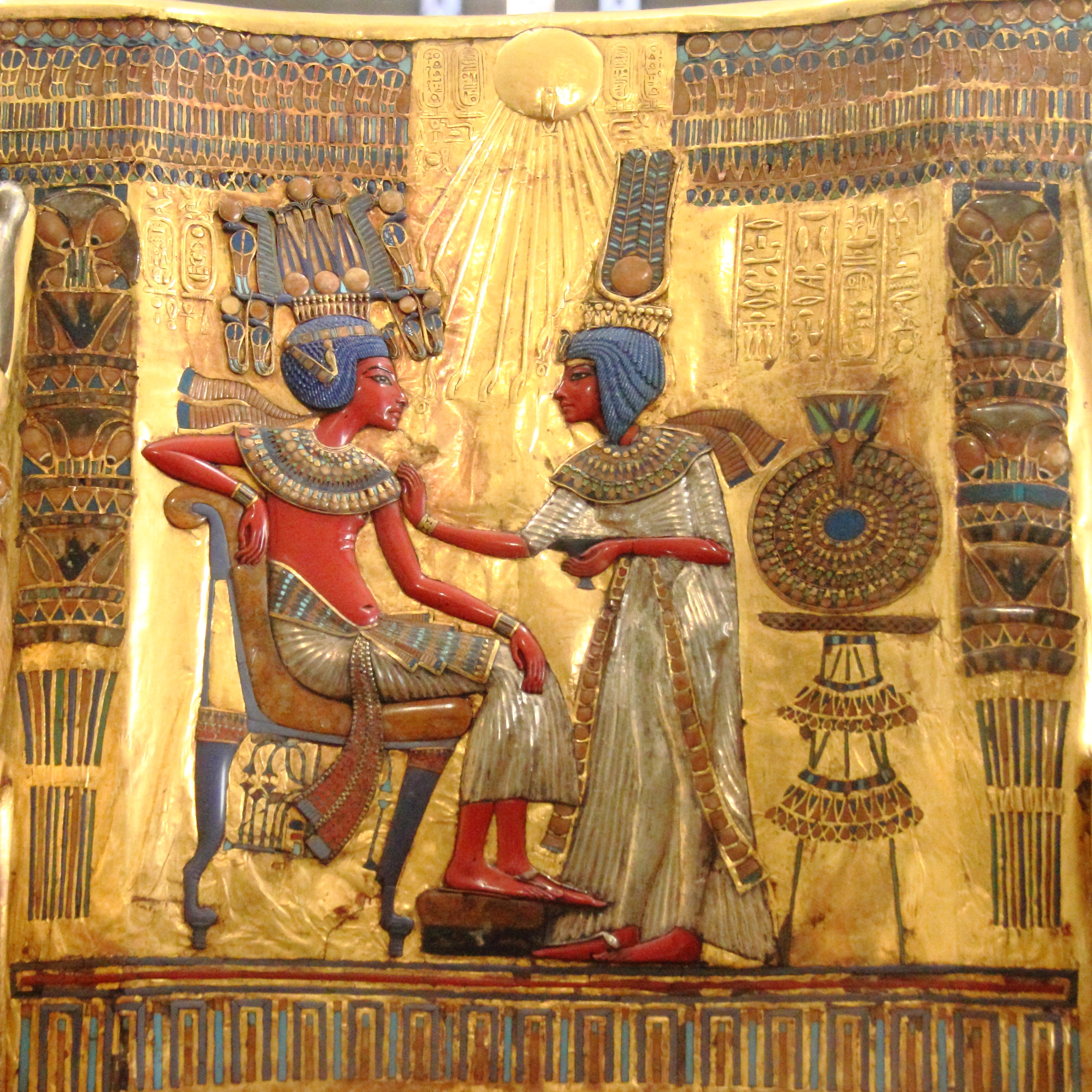
تخت پادشاهی توت‌عنخ‌آمون.

توت‌عنخ‌آمون در مقایسه با دیگر فرعون‌های بزرگ تاریخ مصر ثروت عظیمی ندارد، ولی آنچه گنج او را از سایرین تمایز داده‌است اثاث قبر در مقبرهٔ دست نخورده‌اش است که در تمامی این سال‌ها از هر دزدی به دور مانده‌است؛ و این در حالی است که آرامگاه‌های فراعنهٔ بزرگ هزاران بار در طول تاریخ مورد دست‌برد دزدان قرار گرفته‌است. البته به نظر می‌رسد که مقبرهٔ این فرعون جوان دو بار بلافاصله پس از مرگش دچار دزدی مختصر شده‌است. اما این دزدان در مقبره بی‌نظمی از خود برجای نگذاشته‌اند و ظاهراً به دنبال وسایل کوچک فلزی و سبک بوده‌اند.
آنچه آرامگاه توت‌عنخ‌آمون را از دست‌برد نجات داد ورودی کوچک و پنهان شده در زیر سنگ‌ها بود که در طول همهٔ این سال‌ها جلب توجه نکرد. به‌علاوه، توت‌عنخ‌آمون دورهٔ حکومت کوتاه و بی غوغایی داشت و گنجینهٔ او عظیم نبود؛ به همین دلیل پس از مدت کوتاهی به فراموشی سپرده شد.
چهارمین تابوت توت‌عنخ‌آمون به تنهایی از ۱۱۰۰ کیلوگرم طلای خالص ساخته شده بود. در یکی از اتاق‌های مقبرهٔ او حدود ۶۵۰ وسیله (جام، کوزه، مجسمه، تخت، گنجه، ...) پیدا شد که تعدادی از آن‌ها با طلا و سنگ‌های گران‌قیمت تزیین شده بودند. در این اتاق همچنین یادگارهای وی از دوران کودکی قرار داشتند: اسباب‌بازی‌های ارزشمند، پر، میز و صندلی‌های کوچک، ...
در همان اتاق تخت‌هایی روان با سرهای گاو، شیر، اسب آبی و تمساح، تخت پادشاهی فرعون، لباس‌هایی از پوست پلنگ، گنجه‌هایی از عاج و جواهرات پیدا شد. از ارزشمندترین اشیاء در این اتاق می‌توان به مجسمه‌هایی از طلای خالص و درشکهٔ شکار فرعون اشاره کرد. در جمع بیش از ۳۵۰۰ شیٔ از آرامگاه توت‌عنخ‌آمون جمع‌آوری شد.
چنین شکوهی پرسشی را به دنبال خواهد داشت  که : آرامگاه‌های کاملاً غارت شدهٔ فراعنهٔ بزرگ چه چیزهایی را می‌توانست دربرداشته باشد، وقتی که  مقبرهٔ کوچک فرعونی ساده که ۱۰ سال بیش‌تر حکومت نکرده بود (آن نیز در سنین کودکی و نوجوانی) چنین شکوهمند بنماید ؟

## انتقام فرعون

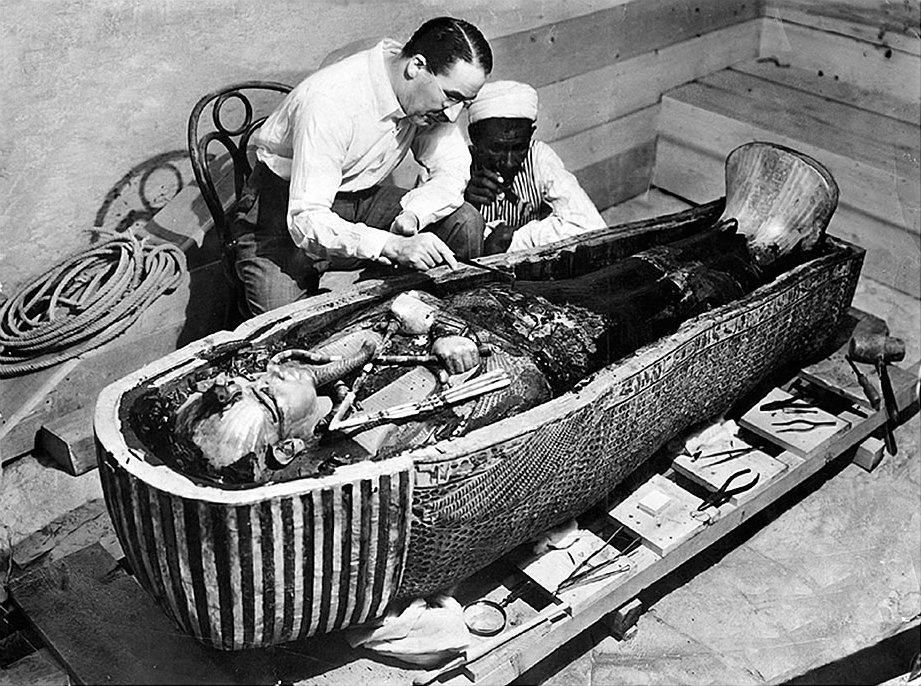
هاوارد کارتر در حال بررسی تابوت توت‌عنخ‌آمون.

مرگ ناگهانی لرد کارناروون، مسئول جستجو در مقبرهٔ توت‌عنخ‌آمون باعث شایعه‌ای شد که مدت‌ها در بسیاری رسانه‌های سراسر جهان با گرمی دنبال شد. جملهٔ معروفی که بر روی در ورودی مقبرهٔ فرعون نوشته شده بود («مرگ هر کسی را که خواب فرعون را به هم بزند دربر خواهد گرفت.»)، باعث شد که مردم از طلسمی حرف بزنند که تمامی افرادی را که در کشف آرامگاه توت‌عنخ‌آمون دست داشتند از بین می‌برد. شایعهٔ این که لرد کارناروون به دلیل نیش عقرب، حیوانی مقدس در مصر باستان، مرده‌است در سراسر مصر پیچید، در حالی که او به دلیل عفونت پس از نیش نوعی پشه جان داده بود.
آنچه باعث دنباله‌دار شدن ماجرا شد مرگ‌های ناگهانی دیگری بود که پس از این حادثه اتفاق افتاد:
- قناری‌ای که هاوارد کارتر هر روز با خود به زمین‌های کندوکاو می‌برد توسط مار کبری خورده‌شد.
- ریچارد بثل،[۱۹] منشی جوان هاوارد کارتر و به دنبال او پدرش، لرد وست‌بری[۲۰] به‌طور ناگهانی مردند.
- پروفسور لافلور،[۲۱] مسئول مطالعهٔ اشیاء یافته شده در مقبره ناپدید شد.
- همسر لرد کارناروون، باستان‌شناسی به نام داگلاس رید[۲۲] و استاد دانشگاهی به نام داگلاس دری[۲۳] نیز جان سپردند.
- مأموری که توسط کارشناسان نگران مصری به درهٔ پادشاهان فرستاده شده بود نیز مرد.

در مجموع، ۲۷ کارشناس و دانشمند در مدت کوتاهی از بین رفتند؛ و این باعث شایعهٔ انتقام توت‌عنخ‌آمون شد. آنچه بسیاری از مردم را حیرت‌زده ساخت این بود که هاوارد کارتر ، کاشف اصلی آرامگاه، سالم به انگلستان بازگشت.

## بازسازی چهره

چهرهٔ بازسازی شده توت‌عنخ‌آمون بر روی جلد مجله نشنال ژئوگرافیک با تیتر شاه توت زندگی و مرگ

بازسازی چهره فرعون توت عنخ آمن در سال ۲۰۰۵ توسط شورای عالی آثار باستانی مصر و نشنال جیوگرافیک انجام شد. سه تیم مجزا (مصری، فرانسوی و آمریکایی) به‌طور مجزا فعالیت خود را آغاز کردند. در حالی که تیم مصری و فرانسوی از هویت چهره با خبر بودند گروه آمریکایی کاملاً ناآگاه بودند. چهره‌های باز سازی شده سه گروه بسیار شبیه به هم بودند اما در نهایت چهرهٔ گروه فرانسوی با سیلیکون مدل‌سازی شد.
مجله نشنال جیوگرافیک در شماره ماه ژوئن سال ۲۰۰۵ تصویری از چهرهٔ فرعون با تیتر شاه توت را بر روی جلد مجله منتشر کرد که چهره بازسازی شدهٔ او را که با اسکن‌های لیزری و سی‌تی اسکن که به کمک نرم‌افزارهای رایانه ای مدلسازی شده بود نمایش می‌داد.

## در کتاب سینوهه
در کتاب سینوهه از زبان وی نوشته شده‌است که توت‌عنخ‌آمون داماد کوچک آخناتون بوده‌است و پس از آنکه آخناتون به دست سینوهه و آمی(آیی) و هورمهب با جام زهر کشته می‌شود، اسمنخ کارع داماد نخست آخناتون به تخت می‌نشیند و پس از کشته شدن او توت‌عنخ‌آمون فرعون مصر می‌شود و پس از مرگش آیی تاج‌گذاری می‌کند. همچنین در کتاب سینوهه آورده شده‌است که اسمنخ کارع به صورت نه چندان اتفاقی طعمهٔ تمساح‌های نیل می‌شود در هنگام ماهیگیری و  توت‌عنخ‌آمون پس از او فرعون می‌شود در حالی که کودکی خردسال بوده‌است. در کتاب سینوهه نیز مرگ  توت‌عنخ‌آمون مرموز و ناشناخته معرفی می‌شود.